# 薛預
薛預，廣東琼山县大来人，明朝政治人物、同進士出身。

## 生平
永樂十六年（1418年）戊戌科進士，授福建南靖县知县。